# Manu Invisible
Manu Invisible (...) è un writer italiano.

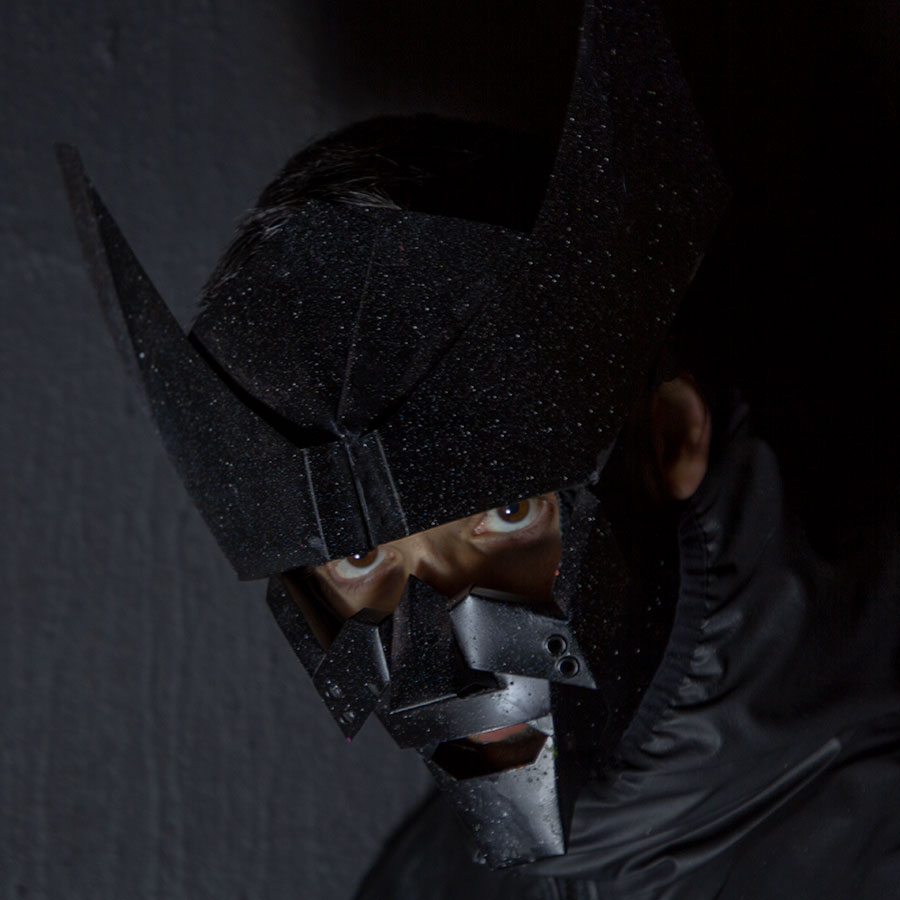
Manu Invisible con la sua maschera nera

Il suo percorso artistico affonda le radici negli studi sul lettering, primo campo di esplorazione, per poi abbracciare l'arte figurativa in un continuo intrecciarsi di sperimentazione e ricerca stilistica. Dapprima è conosciuto per le firme comparse in diverse città d'Europa, per poi essere il marchio Manu Invisible associato a opere di street art.

## Biografia
Diplomato al Liceo Artistico Foiso Fois di Cagliari, ha svolto negli anni diversi lavori su commissione per enti pubblici, aziende multinazionali, istituti di credito e scolastici. Il suo nome compare sui muri della Sardegna e successivamente di Milano dal giugno del 2010, ma i suoi primi lavori risalgono al 2002. Dal 2007 collabora con la Fondazione Domus de Luna, prima nel carcere minorile di Quartucciu, poi nella rinascita di una periferia abbandonata di Cagliari. Nel 2015 partecipa alla collettiva “Wall Elements & Walls of Milano”; nel luglio dello stesso anno è uno dei due italiani a partecipare al festival internazionale “Upfest” a Bristol, l'evento in ambito street art più grande in Europa.
Nel marzo del 2017 porta a termine l'opera "Influence" nel quartiere di Camden Town a Londra, grazie all'agenzia di street art Global Street Art. Nel giugno del 2017 realizza due opere pubbliche a Srebrenica in Bosnia. Nel marzo 2018 porta a termine due sue opere con tecnica ad affresco tradizionale all'interno dell'Università di Cagliari all'interno dell'Aula Magna Capitini presso la Facoltà di Scienze Umanistiche. Nel marzo 2018 viene chiamato come unico artista internazionale a far parte del progetto "Les jeunes s'exposent" realizzando una sua opera sulla facciata del Liceo Carnot Bertin a Saumur in Francia.
Nel Luglio del 2019 crea un'opera murale dal titolo "Reviviscenza" sulla parete che compone il letto del Rio Polcevera nel punto del crollo del Ponte Morandi. Nel settembre del 2020 sviluppa un'opera tematica lungo la parete del cortile dell'Università degli Studi Roma Tre presso la Facoltà di filosofia. A gennaio del 2021 realizza l'opera “Cambiamento” per l'Oasi del Cervo e della Luna, WWF Italia e Domus de Luna. Nel giugno del 2022 crea l'opera “Genera Energia” commissionata da E-Distribuzione presso il CAO di Quartucciu. Nel Settembre del 2023 porta a compimento un murale a 360 gradi dal titolo  che coinvolge l'intera sala d'attesa del reparto Pediatria dell'Ospedale "San Martino" di Oristano.

## Stile
Il filo conduttore del suo percorso artistico è la tendenza alla comunicazione e alla divulgazione di temi di interesse sociale, nell'azione e nel messaggio; proveniente da un background legato al mondo della street-art e del muralismo, predilige mantenere l’anonimato indossando una maschera nera da lui stesso disegnata, ispirata alla geometria e ai colori della notte, suo momento di maggiore ispirazione.

## Vicende giudiziarie
Nel gennaio del 2014 Manu Invisible viene assolto in primo grado in seguito a una denuncia per imbrattamento del 2011, reato punito dall'art. 639 del codice penale, procurata per aver realizzato un lavoro in una parete di proprietà delle Ferrovie dello Stato in via Piranesi a Milano, senza il possesso di un permesso scritto. Dopo l’assoluzione anche in secondo grado di giudizio ottenuta dal Tribunale Ordinario di Milano, il caso approda (prima volta per un caso di questo tipo) in Corte di Cassazione a Roma nel 2016, dove Manu Invisible ottiene il proscioglimento definitivo. A difendere l'artista è stato Domenico Melillo, avvocato penalista del Foro di Milano.
Vicende analoghe si possono ricondurre ai writers Eron (Davide Salvadei), che nel 1991 venne denunciato per danneggiamento di un vagone ferroviario (e il caso in seguito archiviato), e Bros (Daniele Nicolosi), che nel 2010 venne prosciolto dal giudice per prescrizione di reato e mancanza di querela.